# セルジュ・ブリュソロ
セルジュ・ブリュソロ（Serge Brussolo, 1951年5月31日 – ）は、フランス人作家である。
1951年、フランス・パリ生まれ。
1978年にデビューし、以来、SF作家・幻想小説作家として活躍。デビュー作の"Funnyway"はフランスSF大賞を受賞した。1980年代の終わりからはミステリも執筆している。
1980年代から1990年代初頭にかけて、スティーヴン・キングの流行を受けてホラー小説を多数発表する。とくに1990年から1992年までに発表した「セルジュ・ブリュソロ恐怖コレクション」シリーズ全10冊はこの作家の恐怖幻想分野における代表作となっている。同シリーズは刊行当時ほとんど話題にならなかったが、グロテスクな奇想と残酷趣味を縦横無尽に膨らませた異色作の宝庫として、現在ではフランスにおいてカルト的な人気を誇っている。

## 受賞歴
SF賞
- 1979年 - フランスSF大賞（現 イマジネール大賞（フランス語版）） 短編部門 （Funnyway に対して）
- 1981年 - フランスSF大賞 長編部門 （Vue en coupe d'une ville malade に対して）
- 1984年 - アポロ賞 （Les Semeurs d'abîmes に対して）
- 1988年 - フランスSF大賞 長編部門 （Opération serrures carnivores に対して）

ミステリ賞
- 1994年 - フランス冒険小説大賞 （Le Chien de minuit （『真夜中の犬』）に対して）

## 日本語訳作品
ミステリ小説
- 『真夜中の犬』角川文庫、長島良三訳、角川書店、1998年
- 『闇夜にさまよう女』辻谷泰志 訳、国書刊行会、2017年

ペギー・スー・シリーズ
翻訳者は金子ゆき子
- ペギー・スー1 魔法の瞳をもつ少女 （2002年6月 角川書店 / 2005年7月 角川文庫 / 2009年3月 角川つばさ文庫）
- ペギー・スー2 蜃気楼の国へ飛ぶ （2002年10月 角川書店 / 2005年9月 角川文庫 / 2009年12月 角川つばさ文庫）
- ペギー・スー3 幸福を運ぶ魔法の蝶 （2003年2月 角川書店 / 2005年11月 角川文庫）
- ペギー・スー4 魔法にかけられた動物園 （2003年7月 角川書店 / 2006年3月 角川文庫）
- ペギー・スー5 黒い城の恐ろしい謎 （2004年7月 角川書店 / 2006年6月 角川文庫）
- ペギー・スー6 宇宙の果ての惑星怪物 （2005年3月 角川書店 / 2006年12月 角川文庫）
- ペギー・スー7 ドラゴンの涙と永遠の魔法 （2007年1月 角川書店 / 2008年7月 角川文庫）
- ペギー・スー8 赤いジャングルと秘密の学校 （2007年7月 角川書店 / 2009年6月 角川文庫）
- ペギー・スー9 光の罠と明かされた秘密 （2008年3月 角川書店 / 2010年6月 角川文庫）
- ペギー・スー10 魔法の星の嫌われ王女 （2009年2月 角川書店 / 2011年7月 角川文庫）
- ペギー・スー11 呪われたサーカス団の神様 （2010年7月 角川書店 / 2012年5月 角川文庫）

## 主な作品
- Les Semeurs d'abîmes, 1983
- Le Chien de minuit （『真夜中の犬』）
- A l'image du dragon
- Les Emmurés

### 児童向けシリーズ
- Les sentinelles d’Almoha
- fr:Peggy Sue et les fantômes （ペギー・スー・シリーズ）
- Les mondes fantastiques de Peggy Sue （ペギー・スー・シリーズ）
- fr:Sigrid et les mondes perdus

### ミステリシリーズ
- Peggy Meetchum

### セルジュ・ブリュソロ恐怖コレクション
- Cauchemar à louer （悪夢貸します）、1990年
- La meute （群れ）、1990年
- Krucifix （磔刑）、1990年
- Les bêtes （獣）、1990年
- L'épave （難破船）、1990年
- Les emmurés （壁に塗りこめられて）、1990年
- Les rêveurs d'ombre （影の夢想家）、1991年
- Les démoniaques （悪魔のような者ども）、1991年
- Le vent Noir （黒い風）、1991年
- Les inhumains （人ならざるもの）、1992年

## 映画化された作品
- A l'image du dragon ： en:The Rain Children、Philippe Leclerc監督、2003年
- Les Emmurés ： en:Walled In、2009年